# هوروم (النرويج)
هوروم (بالنرويجية: Hurum)‏ هي إِحدى بلدات مُحافَظة بوسكرود جنوب غرب العاصِمة أُوسلُو، مملكة النُروِيج. وتبلُغ مِساحتها حوالي (163 كم²)، ويصلُّ عدد سُكّانها نحوِ 9483 نَسَمَة.

## أعلام
- هنريك روبرت

## روابط خارجية
- الموقع الرسميّ (باللُغة النُروِيجية).
- المَوسُوعةُ النُروِيجية الكُبرى (باللُغة النُروِيجية).